# Huysmuseum
Het Huysmuseum is een museum in de Noord-Brabantse plaats Etten-Leur dat gewijd is aan psychiatrie. Het werd op 1 juni 2013 geopend met het doel psychiatrie toegankelijk te maken en te de-stigmatiseren.
Er is een vaste tentoonstelling die ingaat op de geschiedenis van de psychiatrie. Daarnaast worden wisselende exposities getoond die soms traditioneel dan weer nieuw tot vervreemdend kunnen overkomen. Tijdens de rondleiding kan de bezoeker ook zelf dingen ervaren, zoals hoe een dwangbuis voelt. Bezoekers kunnen ook verschillende testjes doen die ervaringen geven over de betrouwbaarheid van het eigen brein. 
Het museum is gevestigd op het terrein van de GGz Breburg. De museumfunctie wordt verder vorm gegeven met verhalen van voormalige bewoners van de instelling. Daarnaast werken er cliënten die nog in Breburg wonen, projectleiders en kunstenaars mee. Als motto wordt ontmoetingen zijn de beste manier om vooroordelen te overwinnen gevoerd.